# Josh Robinson (giocatore di football americano 1992)
Joshua D. Robinson (Bogalusa, 24 agosto 1992) è un giocatore di football americano statunitense che milita nel ruolo di running back nei Tulsa Oilers della Indoor Football League (IFL).

## Biografia

### Indianapolis Colts
Dopo avere giocato al college a football a Mississippi State, Robinson fu scelto nel corso del sesto giro (205º assoluto) del Draft NFL 2015 dagli Indianapolis Colts. Debuttò come professionista subentrando nella gara del primo turno contro i Buffalo Bills correndo 4 volte per 11 yard.

## Statistiche
| Partite totali      | 5  |
| Partite da titolare | 0  |
| Yard corse          | 39 |
| Touchdown su corsa  | 0  |